# NGC 1291
NGC 1269 = NGC 1291 ist eine linsenförmige Ringgalaxie vom Hubble-Typ SB0/a mit einer ungewöhnlichen inneren Balken- und äußeren Ringstruktur im Sternbild Eridanus am Südsternhimmel. Sie ist schätzungsweise 32 Millionen Lichtjahre von der Milchstraße entfernt, hat einen Durchmesser von etwa 125.000 Lichtjahren und ist die hellste Galaxie im Eridanus.
Das Objekt wurde am 2. September 1826 von James Dunlop entdeckt und als Dun 487 katalogisiert. Im Jahr 1836 beschrieb John Herschel es erneut. Als schließlich Johan Ludvig Emil Dreyer den 1888 veröffentlichten New General Catalogue erstellte, erkannte er diese Doppelbeobachtung nicht und vergab die Nummern NGC 1291 für Dunlops und NGC 1269 für Herschels Beobachtung.

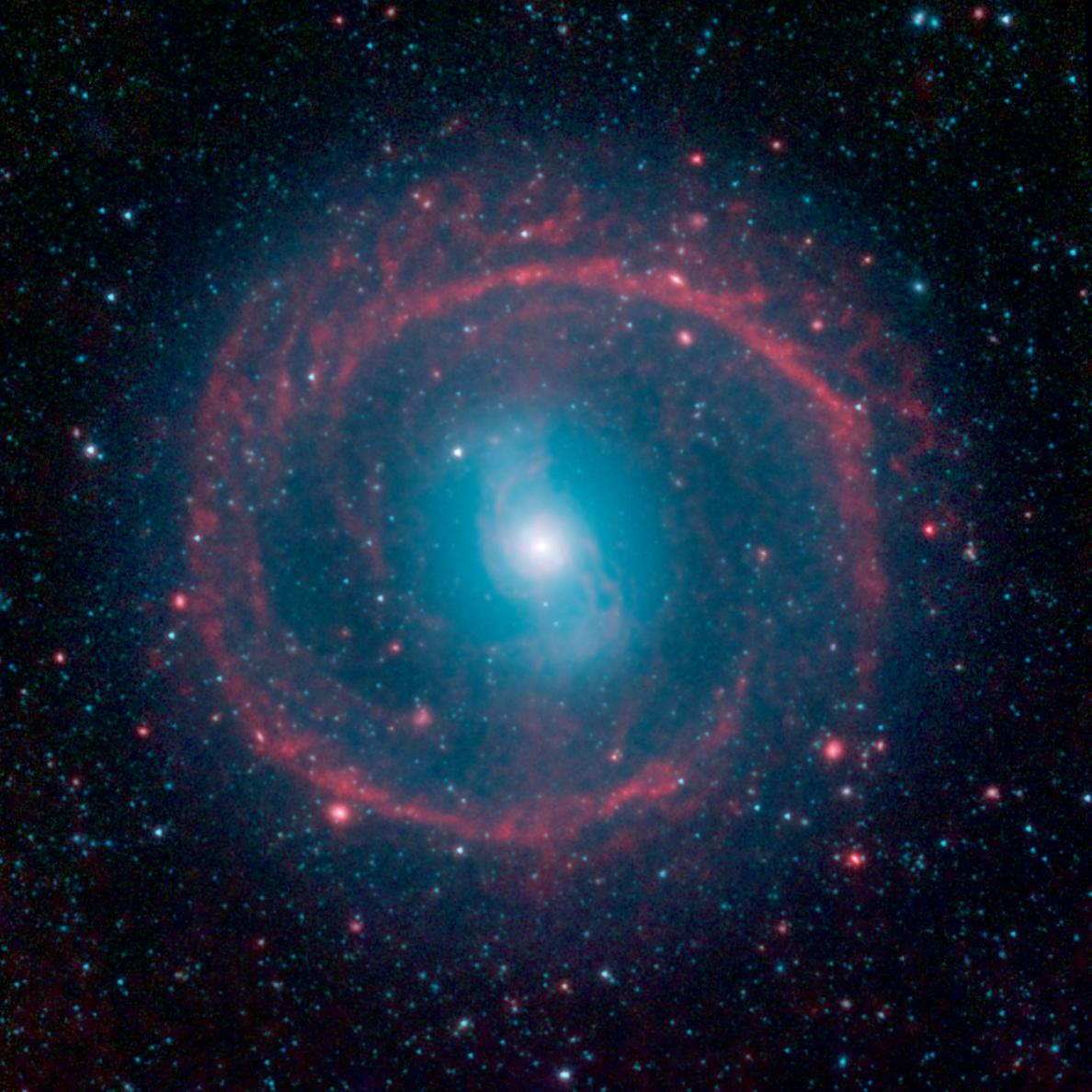
Infrarotaufnahme des Spitzer-Weltraumteleskops
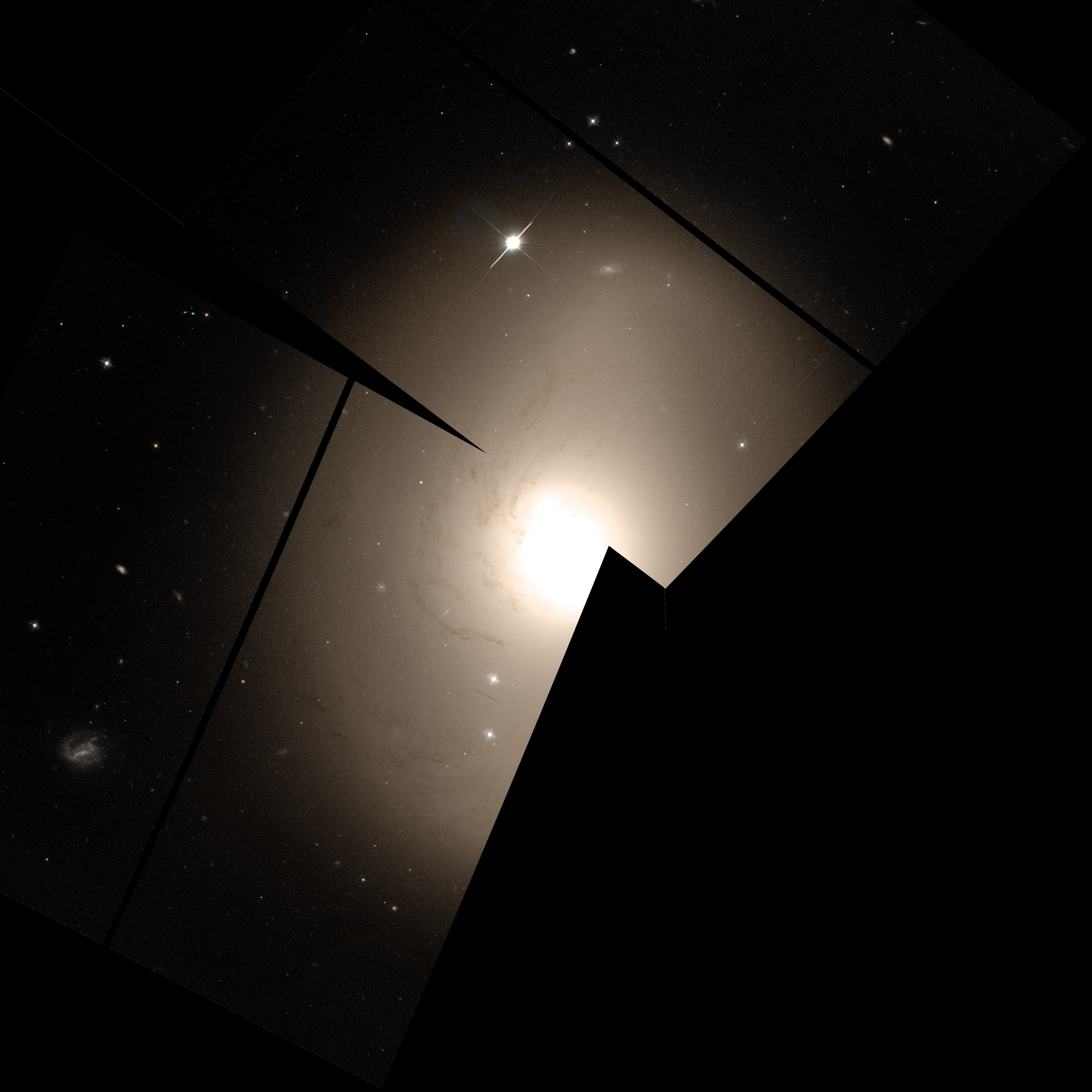
Mosaik hochaufgelöster Aufnahmen des Zentrums, Hubble-Weltraumteleskop